# Parachromis managuensis
Parachromis managuensis (Synonyme: Parapetenia managuensis, Heros managuensis) ist ein großwüchsiger Süßwasserfisch aus der Familie der Buntbarsche (Cichlidae). Er kommt in Mittelamerika von der karibischen Seite von Honduras über Nicaragua bis Costa Rica vor, unter anderem im Apoyosee, Managuasee, Nicaraguasee und im Xiloásee.

## Merkmale
Parachromis managuensis kann 55 bis 63 cm lang und 1,6 kg schwer werden. Die Grundfärbung der Fische ist ein sehr helles, weißliches grau mit einem silbrigen Schimmer und manchmal auch mit einem leicht grünlichen Farbstich. Rumpf, Kopf und Flossen sind mit zahlreichen schwarzen Flecken bedeckt, die teilweise zu unregelmäßigen Streifen angeordnet sind. Vom Kiemendeckel bis zum Schwanzstiel verläuft ein breites dunkles Band, dass normalerweise in fünf bis sechs große unregelmäßige Flecken zerfallen ist. Stimmungsbedingt können sich diese Flecken nach oben und unten zu verwaschenen dunklen Querbändern ausdehnen. Auf der oberen Hälfte des Schwanzstiels und an der Basis der Brustflossen befindet sich je ein schwarzer Fleck. Die Iris ausgewachsener Exemplare ist braunrot oder rötlich. Selten treten gelblich oder goldfarbene Exemplare auf, bei denen die Fleckung nur noch wenig sichtbar ist. Die Geschlechter sind äußerlich kaum zu unterscheiden. Bei den Männchen soll das Fleckenmuster deutlicher ausgebildet sein.
- Flossenformel: Dorsale XVII-XVIII/10-11, Anale VI-VIII/11-12.[1]

Verglichen mit den sehr ähnlichen Arten Parachromis friedrichsthalii und Parachromis motaguensis hat Parachromis managuensis ein größeres, bis unter die Augen reichendes Maul.

## Lebensweise
Parachromis managuensis ist anpassungsfähig und kommt in verschiedenen Gewässern mit einem deutlich unterschiedlichen Wasserchemismus vor. Darunter sich neben Seen mit schlammigem oder sandigem Böden auch schnell strömende Flüsse, stark verschmutzte Gewässer oder sehr warme, sauerstoffarme Überschwemmungsflächen. Er ernährt sich als Raubfisch von anderen Fischen, vor allem von Zahnkarpfen, und großen Wirbellosen. Es werden auch andere Buntbarsche, sowohl Jungfische als auch große Exemplare mit Längen von bis zu 38 % der Länge von Parachromis managuensis als Beutefische betrachtet und verspeist. Parachromis managuensis wird schon mit einer Länge von 12 cm (Weibchen) bzw. 15 cm (Männchen) geschlechtsreif. Er ist ein Substratlaicher, der seinen Laich offen oder in Höhlen, auf flachen oder schräg stehenden Steinen ablegt. Beide Eltern verteidigen und betreuen die Brut. Große Weibchen können 5000 bis über 10000 Eier legen.
Der Managua-Buntbarsch gilt aufgrund seiner Anpassungsfähigkeit, Vermehrungsrate, seiner territorialen Dominanz und seiner Aggressivität gegenüber Konkurrenten in verschiedenen Ländern als invasive Spezies.
Die Männchen führen häufig Revierkämpfe aus, indem sie sich mit ihren spitzen Zähnen gegenseitig ins weit aufgerissene Maul verbeißen. Dies ist häufig in Aquarien zu beobachten, wo sich die Tiere nicht aus dem Wege gehen können.

## Nutzung
Parachromis managuensis ist ein beliebter Speisefisch, wird geangelt, durch Dynamitfischerei getötet und in Fischteichen gezüchtet.

## Belege
1. 1 2 3 4  Parachromis managuensis auf Fishbase.org (englisch)
2. 1 2 3 4  Horst Linke, Wolfgang Staek: Amerikanische Cichliden II, Große Buntbarsche. Tetra-Verlag, Bissendorf 1997, ISBN 3-89745-101-8, S. 154 u. 155.
3. 1 2 3  Rainer Stawikowski und Uwe Werner: Die Buntbarsche Amerikas, Bd. 1 Verlag Eugen Ulmer, 1998, ISBN 978-3-8001-7270-2, 369-371.
4. ↑  Bonnie J. Holmes, Samuel M. Williams und Trent N. Power: Evidence of naturalisation of the invasive jaguar cichlid Parachromis managuensis (Günther, 1867), in Queensland, Australia. BioInvasions Records (2020) Volume 9, Issue 1: S. 146–157
5. ↑  Ecological Risk Screening Summary - Jaguar Guapote (Parachromis managuensis) - High Risk. U.S. Fish & Wildlife Service
6. ↑  Plagioscion squamosissimus (Sciaenidae) and Parachromis managuensis (Cichlidae): A Threat to Native Fishes of the Doce River in Minas Gerais, Brazil. 2012